# Финляндский военный округ
Финляндский военный округ — военный округ (объединение) Русской армии Вооружённых сил Российской империи.
Военный округ занимая площадь в 286 042 квадратные версты, с населением около 3 140 000 человек (11 человек на одну квадратную версту).

## История
Финляндский военный округ был сформирован во время военной реформы министра Д. А. Милютина в соответствии с приказом № 228, от 10 августа 1864 года, в состав округа вошли все восемь губерний Финляндии). Первым командующим войсками округа стал Финляндский генерал-губернатор генерал от инфантерии барон П. И. Рокасовский. В дальнейшем должности командующего войсками Финляндского военного округа и Финляндского генерал-губернатора оставались соединены. 
В военно-окружной совет Финляндского военного округа входили командующий войсками (председатель), начальник окружного штаба, начальники окружных управлений: артиллерийского, инженерного, интендантского и военно-медицинского, начальник местных войск, член военно-окружного совета от Военного министерства.
Военный округ упразднён 10 июня 1905 году. Территория и войска округа перешли в подчинение командования Санкт-Петербургского военного округа. Из войск, дислоцированных в Финляндии, был сформирован 22-й армейский корпус;.

## Состав
- Управление:
  - окружной штаб;
  - артиллерийское управление;
  - инженерное управление;
  - интендантское управление;
  - военно-медицинское управление;
  - местные войска;
  - и иное.

## Командование

### Командующие войсками округа
В некоторых источниках должность называлась командующий войсками Финляндии:
- 10.08.1864 — 20.04.1866 — генерал от инфантерии барон Рокасовский, Платон Иванович[4];
- 20.04.1866 — 22.05.1881 — генерал-лейтенант (17.04.1870 генерал от инфантерии) граф Адлерберг, Николай Владимирович[5];
- 22.05.1881 — 01.01.1897 — генерал от инфантерии граф Гейден, Федор Логинович[6];
- 01.01.1897 — 17.08.1898 — и.д. генерал-лейтенант Гончаров, Степан Осипович;
- 17.08.1898 — 04./17.06.1904[7] — генерал от инфантерии Бобриков, Николай Иванович.

### Помощники командующего войсками округа
Должность помощника командующего войсками в Финляндском военном округе введена в 1873 году. Помощники командующего войсками до 1902 года являлись одновременно помощниками Финляндского генерал-губернатора. 
- 22.03.1873 — 18.06.1881 — генерал-лейтенант (с 16.04.1878 генерал от инфантерии) барон Индрениус, Бернгард Эммануилович
- 19.09.1885 — 02.10.1891[8] — генерал от артиллерии барон Форселлес, Эдуард Фёдорович
- 16.03.1893 — 27.11.1898 — генерал-лейтенант Гончаров, Степан Осипович
- 04.03.1899 — 08.04.1902 — генерал-лейтенант Шипов, Николай Николаевич
- 12.05.1902 — 04.07.1905 — генерал от инфантерии Турбин, Николай Матвеевич

### Начальники штаба округа
- 10.08.1864 — 15.03.1866 — генерал-майор Окерблом, Христиан Густавович
- 03.06.1866 — 29.06.1869 — полковник (с 30.08.1867 генерал-майор) Веймарн, Фёдор Петрович
- 29.06.1869 — 30.01.1887 — полковник (с 17.04.1870 генерал-майор, с 30.08.1880 генерал-лейтенант) Гагемейстер, Александр Леонтьевич
- 11.02.1887 — 13.03.1891 — генерал-лейтенант Тимрот, Карл Александрович
- 17.03.1891 — 18.10.1891[9] — генерал-майор Кантакузин, Михаил Алексеевич
- 28.12.1891 — 24.12.1898 — генерал-майор  (с 14.11.1894 генерал-лейтенант) барон Каульбарс, Николай Васильевич
- 18.08.1899 — 02.07.1901 — генерал-майор (с 06.12.1899 генерал-лейтенант) Глазов, Владимир Гаврилович
- 18.07.1901 — 11.06.1902 — генерал-майор Родзянко, Николай Владимирович
- 15.09.1902 — 25.07.1904 — генерал-майор Ольховский, Пётр Дмитриевич

### Начальники артиллерии округа
- 10.08.1864 — хх.хх.1879 — генерал-лейтенант Безак, Михаил Павлович
- 27.06.1879 — 26.12.1883 — генерал-лейтенант Башилов, Пётр Александрович
- 11.01.1884 — 05.04.1899 — генерал-лейтенант Смагин, Алексей Андреевич
- 21.04.1899 — 30.09.1904 — генерал-лейтенант Леваневский, Александр Александрович

### Начальники инженеров округа
- хх.хх.1864 — хх.хх.1870 — генерал-майор Геннерих, Василий Карлович
- хх.хх.1871 — хх.хх.1879 — генерал-майор Фролов, Михаил Михеевич
- 12.07.1879 — 10.12.1882 — генерал-майор Бульмеринг, Евгений Михайлович
- 10.12.1882 — 26.07.1894 — генерал-лейтенант Седергольм, Карл Эрикович
- 13.09.1894 — 07.01.1897 — генерал-майор Красовский, Ростислав Владимирович
- 07.01.1897 — 31.12.1904 — генерал-майор (с 06.12.1903 генерал-лейтенант) Сукин, Иван Михайлович

### Окружные интенданты
- 04.12.1867 — 07.02.1868 — полковник Павлов, Иван Петрович
- на 1869, 1870 — действительный статский советник Макшеев, Валериан Платонович
- хх.хх.1871 — хх.хх.1881 — генерал-майор барон Кистер, Оттон Карлович фон
- 12.05.1881 — 21.11.1886 — полковник (с 30.08.1881 генерал-майор) Веймарн, Фёдор Владимирович
- 03.12.1886 — 24.12.1889 — генерал-майор Бунин, Виктор Иванович
- 24.12.1889 — 03.01.1899 — полковник (с 06.12.1897 генерал-майор) Агапеев, Николай Еремеевич
- 03.01.1899 — до 06.07.1901[10] — генерал-майор Маркевич, Пётр Иванович
- 22.08.1901 — 15.01.1905 — генерал-майор Шевелев, Иван Антонович

### Окружные военно-медицинские инспекторы
- ранее 1869 — хх.хх.1873 — действительный статский советник Загорянский, Прокофий Ефимович
- хх.03.1873 — 29.08.1895[11] — действительный статский советник (с 1878 тайный советник) Генрици, Александр Александрович
- 22.10.1895 — хх.хх.1905 — действительный статский советник (с 1896 тайный советник) Гаврилко, Авксентий Фёдорович

### Члены военно-окружного совета от Военного министерства
- 11.08.1864 — 01.01.1880[12] — действительный статский советник (с 4.01.1872 тайный советник) Софронович, Игнатий Иванович
- 08.02.1880 — 09.10.1883 — полковник Ростковский, Феликс Яковлевич
- 01.01.1884 — 10.03.1891 — подполковник (с 13.04.1886 полковник) Тризна, Дмитрий Степанович
- 10.03.1891 — хх.хх.1905 — действительный статский советник Кудрин, Александр Сергеевич